# FC Barcelona Handbol
FC Barcelona Handbol is de handbalafdeling van de omni-sportvereniging FC Barcelona uit Barcelona in Spanje. De handbalafdeling werd op 29 november 1942 opgericht. FC Barcelona Handbol speelt in de Liga ASOBAL. Thuisstadion is het Palau Blaugrana met een capaciteit van 8.250 plaatsen.

## Geschiedenis
De handbalafdeling van FC Barcelona werd opgericht op 29 november 1942 tijdens het presidentschap van Enrique Piñeyro. In het begin werd handbal gespeeld met elf spelers per team en beschikte het niet over een gespecialiseerd veld om te spelen. Ze gebruikten voetbalvelden tot eind jaren vijftig, toen ze begonnen te spelen, zoals in echte wedstrijden, met zeven spelers en een overdekt veld.
In de vroege stadiums werden competities gedomineerd door andere teams zoals Atlético Madrid en Granollers , waarbij ze hun overheersing een paar keer braken. De zaken veranderden radicaal met de komst van een van de beste coaches in de handbalgeschiedenis, Valero Rivera. Met hem werd het team vrijwel onverslaanbaar in Spanje en in Europa en won het een record van 62 trofeeën en 5 Europese bekers.
In de zomer van 2013 won het handbalteam van Barça, onder leiding van hoofdcoach Xavi Pascual, de Super Globe-trofee, de enige trofee die des tijd ontbrak in de prijzenkast van de club.
Het handbalteam van FC Barcelona sloot de Liga Asobal 2013/14 af met een record brekende winnende reeks. Barça schreef dit seizoen geschiedenis toen ze hun Liga Asobal voltooiden zonder punten van alle 30 speeldagen te laten vallen.
FC Barcelona verdedigde met succes zijn IHF Super Globe-titel in 2014, wat de eerste keer was dat een team back-to-back-titels won sinds het meest prestigieuze clubhandbalevenement jaarlijks wordt gehouden in de Qatarese hoofdstad Doha.
Opnieuw eindigde het handbalteam van FC Barcelona het Liga Asobal-seizoen 2014/2015 voor het tweede opeenvolgende jaar ongeslagen.
Het handbalteam van FC Barcelona won de zeven betwiste titels in het seizoen 2014/2015, iets wat sinds het seizoen 1999/2000 niet was gebeurd met het Dream Team van Valero Rivera.
In 2017 was het handbal van FC Barcelona opnieuw kampioen van de IHF's Super Globe na het verslaan van het Duitse team Füchse Berlin.
In 2018 werden opnieuw vier Super Globe-trofeeën gewonnen. In een herhaling van vorig jaar won het team van hoofdcoach Xavi Pascual de IHF Super Globe Finale tegen Füchse Berlin, dit keer met een verschil van vijf doelpunten, 29–24.
Opnieuw won Barça IHF Super Globe in 2019. Barça won de derde IHF Super Globe 2019 op rij. Het team onder leiding van Xavi Pascual versloeg THW Kiel met 34:32.

## Erelijst
Internationaal

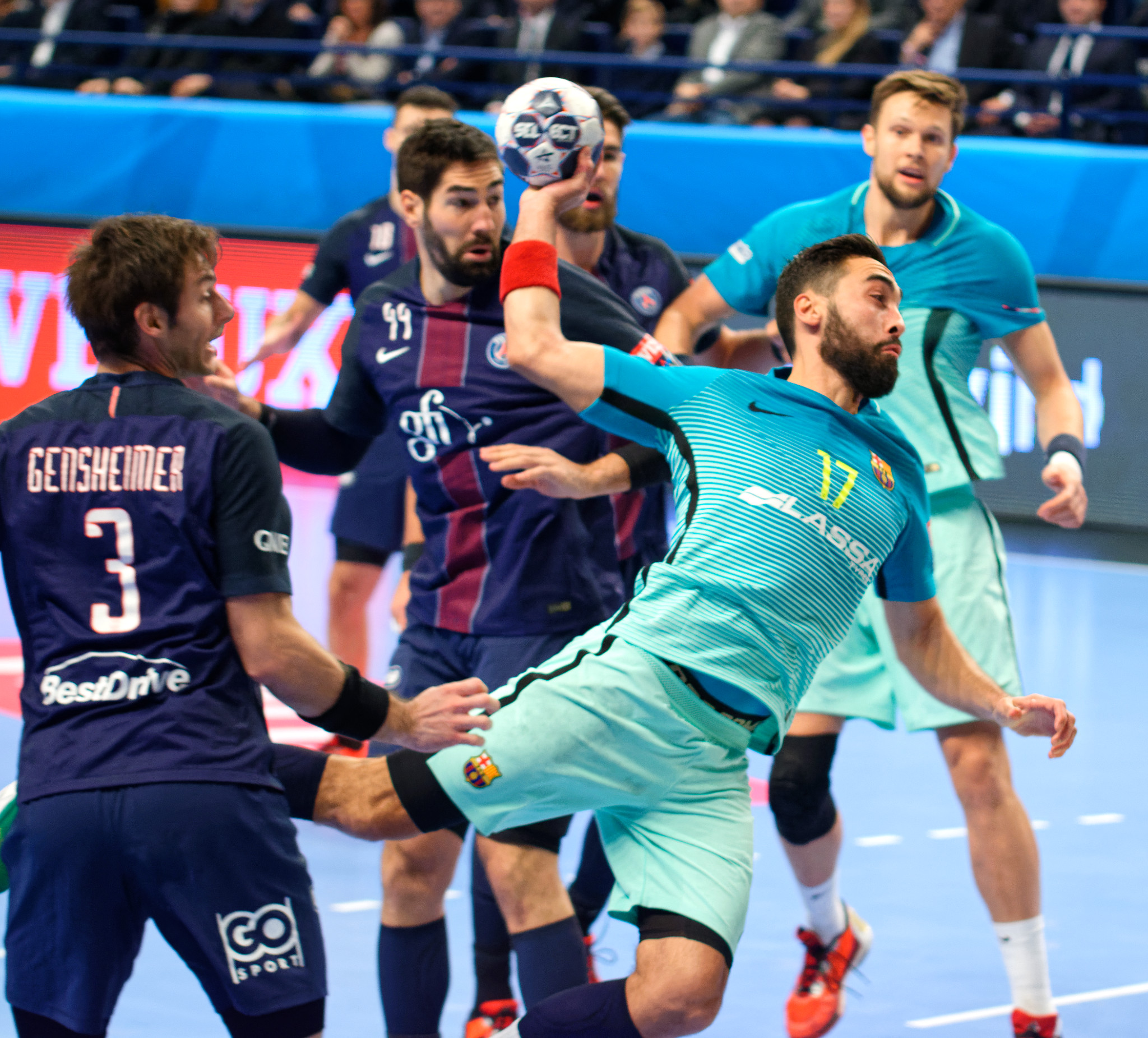
Barcelona speler door de defensie van PSG Handball.

- IHF Super Globe: 2013, 2014, 2017, 2018, 2019
- Champions Cup/EHF Champions League: 1990/91, 1995/96, 1996/97, 1997/98, 1998/99, 1999/00, 2004/05, 2010/11, 2014/15
- EHF Cup Winners’ Cup: 1983/84, 1984/85, 1985/86, 1993/94, 1994/95
- EHF Cup: 2002/03
- EHF Supercup: 1996/97, 1997/98, 1998/99, 1999/00, 2003/04

Nationaal
- División de Honor/Liga ASOBAL: 1968/69, 1972/73, 1979/80, 1981/82, 1985/86, 1987/88, 1988/89, 1989/90, 1990/91, 1991/92, 1995/96, 1996/97, 1997/98, 1998/99, 1999/00, 2002/03, 2005/06, 2010/11, 2011/12, 2012/13, 2013/14, 2014/15, 2015/16, 2016/17, 2017/18, 2018/19, 2019/20
- Copa del Rey de Balonmano: 1968/69, 1971/72, 1972/73, 1982/83, 1983/84, 1984/85, 1987/88, 1989/90, 1992/93, 1993/94, 1996/97, 1997/98, 1999/00, 2003/04, 2006/07, 2008/09, 2009/10, 2013-14, 2014/15, 2015/16, 2016/17, 2017/18, 2018/19, 2019/20
- Copa ASOBAL: 1994/95, 1995/96, 1999/00, 2000/01, 2001/02, 2009/10, 2011/12, 2012/13, 2013/14, 2014/15, 2015/16, 2016/17, 2017/18, 2018/19, 2019/20
- Supercopa ASOBAL: 1986/87, 1988/89, 1989/90, 1990/91, 1991/92, 1993/94, 1996/97, 1997/98, 1999/00, 2000/01, 2003/04, 2006/07, 2008/09, 2009/10, 2012/13, 2013/14, 2014/15, 2015/16, 2016/17, 2017/18, 2018/19, 2019/20
- Campeonato de España: 1944/45, 1945/46, 1946/47, 1948/49, 1950/51, 1956/57

Regionaal
- Campionat de Catalunya: 1943/44, 1944/45, 1945/46, 1946/47, 1948/49, 1950/51, 1953/54, 1954/55, 1956/57, 1957/58
- Lliga de Catalunya: 1981/82, 1982/83, 1983/84, 1984/85, 1986/87, 1987/88, 1990/91, 1991/92, 1992/93, 1993/94, 1994/95, 1996/97
- Lliga dels Pirineus: 1997/98, 1998/99, 1999/00, 2000/01, 2001/02, 2003/04, 2005/06, 2006/07, 2007/08, 2009/10, 2010/11, 2011/12, 2012/13, 2014/15, 2015/16, 2016/17, 2017/18, 2018/19, 2019/20

## Bekende coaches
- Valero Rivera
- Francisco Seirul·lo

## Bekende spelers
- David Barrufet
- Alex Dedu
- Juan García Lorenzana
- Enric Masip
- Iker Romero
- Valero Rivera
- Iñaki Urdangarin
- Mikkel Hansen
- Matthijs Vink